# 엘렌 폰 운베르트
엘렌 폰 운베르트(독일어: Ellen von Unwerth, 1954년 1월 17일~)는 독일의 사진가, 사진 감독이다.
에로틱한 여성미를 강조한 작품들을 유명하며, 사진가가 되기 이전 10년 동안 모델로도 활동했다.